# 三人称 (ゲーム実況グループ)
三人称（さんにんしょう）は、2011年に結成された日本のゲーム実況グループ。英文表記はSANNINSHOW、略称として3NSも使用される。

## 概要
三人称は、ドンピシャ・ぺちゃんこ・鉄塔の３名によるゲーム実況グループであり、YoutubeとTwitch、Tiktokにてゲーム実況動画や雑談動画を投稿・配信している。（2022年3月まではニコニコ動画でも活動）
合言葉は「三人揃って三人称、どうぞよろしく」。
プレイするゲームジャンルは主に、FPS、アクションゲーム（アクションアドベンチャー、クライムアクション、サバイバルクラフト、ホラーゲーム、他）、パーティゲーム、対戦型格闘ゲームなど。また、顔出ししている強みを活かしたアナログ系ゲーム（カードゲームやボードゲーム）のプレイレビューを2020年10月よりスタートしている。
2010年以前よりTwitchやUstream、Justin.tvでゲーム動画配信をしていたドンピシャ・ぺちゃんこの両名が、2010年3月よりニコニコ動画での動画投稿を開始。既にニコニコ動画にて活動していた鉄塔とCoDを通じて交流を深め、３人による「ラジオ的雑談放送」を企画したことで、ゲーム実況グループ「三人称」が発足した。
この雑談放送のため、ニコニコ動画にコミュニティを開設した2011年1月5日が、三人称の結成日とされる。

## メンバー

### ドンピシャ
1986年2月2日（39歳）。神奈川県出身。血液型はA型。メンバーカラーはブルー。本名が「せいじ」であることが明かされており、メロコアバンド「koe」での名義も「せいじ」である。ドラムを担当。愛称は「ドンさん」。既婚。

### ぺちゃんこ
1985年6月18日（40歳）。神奈川県出身。血液型はA型。メンバーカラーはピンク。高校時代にドンピシャと知り合い、以後、活動を共にする。ドンピシャと共にメロコアバンド「koe」に在籍、ベースを担当している。愛称は「ぺーさん」。

### 鉄塔
1979年12月22日（45歳）。東京都出身、埼玉県さいたま市育ち。血液型はA型。メンバーカラーはグリーン。高校時代は演劇部に所属し、玉川大学でも演劇を専攻していた経歴がある。 鉄塔（送電鉄塔など）が好きであり、名前の由来にもなっている。愛称は「鉄塔さん」。作家活動を行なっており、小説家・エッセイストとして執筆する際は「賽助」名義を使用している。また、ラジオパーソナリティとして冠レギュラー番組にも出演中。

## 略歴
- 2009年9月27日　ニコニコ動画にて、鉄塔がCoD4のゆっくり実況動画投稿を開始。[2]
- 2010年3月6日　ニコニコ動画にて、ドンピシャとぺちゃんこがCoD4の実況動画投稿を開始。[3]
- 2011年1月5日　ニコニコ動画に三人称コミュニティを開設。三人称の結成日はこの日とされる。
- 2011年1月7日　テスト放送。
- 2011年1月8日　三人称【1回目】配信。初の雑談放送。[4]
- 2014年1月18日　YouTubeにSANNINSHOWチャンネルを開設。[5]
- 2015年9月23日　ニコニコ動画に三人称チャンネルを開設。[6]
- 2016年9月5日　SUZURIに、三人称公式グッズショップ「SANNINSHOP」開設。[7]
- 2016年11月21日　YouTubeチャンネル登録者数10万人突破。[8]
- 2017年9月29日　YouTubeチャンネル登録者数20万人突破。[9]
- 2018年4月9日　三人称公式通販サイト「SANNINSHOP」オープン。[10]（SUZURIの三人称公式グッズショップ「SANNINSHOP」を閉鎖しての移転）
- 2018年8月12日　YouTubeチャンネル登録者数30万人突破。[11]
- 2019年12月2日　YouTubeチャンネル登録者数40万人突破。[12]
- 2020年8月31日　【会員限定】つきイチ【2020/08月編】にて、共用の活動拠点、通称「三人称ハウス」を初公開。[13]
- 2021年3月31日　YouTubeチャンネル登録者数50万人突破。[14]
- 2021年4月5日　Twitchにチャンネル・三人称を開設。[15]
- 2021年4月17日　Twitchチャンネルでの配信を開始。[16]
- 2021年12月24日　三人称公式販売サイト「SANNINSHOP」より”シンプル”をコンセプトとしたSIMPLEシリーズの販売サイトを開設。[17]
- 2022年3月末日　同日をもって、ニコニコにおける新規での生放送（公開収録）および動画投稿を終了。[18]
- 2022年6月1日　Twitchチャンネルがパートナー認証。チャンネル名を「三人称_ドンピシャ」に変更。[19]
- 2022年12月29日　三人称LINEスタンプ販売開始。[20]
- 2023年1月24日　Tiktokにおける公式アカウント開設を公表。[21]
- 2023年9月16日　YouTubeチャンネル登録者数60万人突破。[22]
- 2024年6月16日　YouTubeチャンネル登録者数70万人突破。[23]
- 2025年4月1日　YouTubeチャンネル登録者数80万人突破。[24]

## 自主開催イベント

### 2016年
- 4月10日　「3NINSHOW」をニコバー新宿（東京都新宿区）で開催。[25]
- 6月11日　「三人称のタダ旅」をニコバー道頓堀（大阪府大阪市）で開催。[26]
- 6月12日　「三人称のタダ旅」をニコバー名古屋（愛知県名古屋市）で開催。[26]
- 7月24日　「三人称のタダ旅」をニコバー新宿（東京都新宿区）で開催。[26]
- 8月21日　トークイベント『SANNINSHOW in 大阪 Loft PlusOne West』をロフトプラスワンWest（大阪府大阪市）にて開催。[27]
- 10月16日　トークイベント『三人称のSANNIN SHOW vol.2』を渋谷ロフト９（東京都渋谷区）にて開催。[28][29]
- 11月26日　トークイベント『三人称のSANNIN SHOW vol.3』をCAFE LABORATORY（山形県米沢市）にて開催。[30]
- 12月25日　トークイベント『三人称のSANNIN SHOW vol.4』をロフトプラスワンWestにて開催。[31]

### 2017年
- 2月5日　トークイベント『三人称のSANNIN SHOW vol.5』を渋谷ロフト9にて開催。[32]
- 4月29日　トークイベント『三人称のSANNIN SHOW vol.6』をライブハウス柏ALIVE（千葉県柏市）にて開催。
- 5月20日　トークイベント『三人称のSANNIN SHOW vol.7』をロフトプラスワンWestにて開催。[33]
- 9月10日　トークイベント『三人称のSANNIN SHOW vol.8』を渋谷ロフト9にて開催。[34]
- 11月4日　トークイベント『三人称のSANNIN SHOW vol.9』をライブハウス柏ALIVEにて開催。[35]
- 12月23日　トークイベント『三人称のSANNIN SHOW vol.10』をロフトプラスワンWestにて開催。[36]

### 2018年
- 5月19日　トークイベント『三人称のSANNIN SHOW vol.11』を札幌 共済ホール（北海道札幌市）にて開催。[37]
- 8月19日　トークイベント『三人称のSANNIN SHOW vol.12』を都久志会館（福岡県福岡市）にて開催。[38]
- 10月14日　トークイベント『三人称のSANNIN SHOW vol.13』を香川県教育会館 ミューズホール（香川県高松市）にて開催。[39]

### 2019年
- 3月24日　トークイベント『三人称のSANNIN SHOW vol.14』を新潟市民芸術文化会館（りゅーとぴあ）（新潟県新潟市）にて開催。[40]
- 5月5日　トークイベント『三人称のSANNIN SHOW vol.15』を浅草公会堂（東京都台東区）にて開催。[41]
- 8月25日　トークイベント『三人称のSANNIN SHOW vol.16』を安佐南区民文化センター（広島県広島市）にて開催。[42]
- 11月4日　トークイベント『三人称のSANNIN SHOW vol.17』を都城市総合文化ホール（宮崎県都城市）にて開催。[43]

### 2020年
- 3月1日　この日開催予定だったトークイベント『三人称のSANNINSHOW vol.18』（石川県 こまつ芸術劇場うらら）は、新型コロナウイルス感染症における国内外の情勢により公演中止。[44][45]
- 7月5日　中止となったトークイベント『三人称のSANNINSHOW vol.18』の会場（石川県 こまつ芸術劇場うらら）を使用しての無観客トークイベントを開催、Youtube Liveにて生配信。[46]

### 2023年
- 9月10日　トークイベント『三人称のSANNIN SHOW vol.19』を三郷市文化会館（埼玉県三郷市）にて開催。[47]

### 2024年
- 10月6日　トークイベント『三人称のSANNIN SHOW vol.20』を神戸文化ホール（兵庫県神戸市）にて開催。[48]
- 12月22日　初のファンミーティングイベント「SANNINSHOW HOUSE vol.1」をところざわサクラタウン ジャパンパビリオン（埼玉県所沢市）にて開催。[49]

### 2025年
- 8月13日　トークイベント『三人称のSANNIN SHOW vol.21』を仙台サンプラザホール（宮城県仙台市）にて開催。[50]

## 出演・メディア掲載・PR

### 2015年
- 1月31日　「歌ってみたの本 March 2015」（エンターブレインムック）特集コーナー「注目のゲーム実況者！！」に掲載。[51][52]
- 2月25日　株式会社ディヴィジョン・ワンのゲーム専門インターネット放送局「ゲムするッ！」チャンネル公式番組「AndGamer オープンβ放送  Ver. 0.2」に、標準と共に出演[53] 。以降、「AndGamer」に多数出演。
- 12月19日　『ニコニコ運営』×『三人称』の共同企画特番「【ホラゲ】OUTLASTを三人称が顔出しプレイ＆標準さん雑談特番！X’masプレゼント付き」生放送に出演。[54]

### 2016年
- 3月25日　sora×niwa（ソラトニワ）のレギュラーラジオ「NO+CHIN presents GOLDEN STEP」のゲストコーナー、「着席！原宿学園」に出演。[55][56]
- 5月14日　ニコニコ生放送「くにおくんシリーズを実況プレイ放送【チャンネルリレー企画第6弾！】」にドンピシャと鉄塔が出演。トップバッターを務める。[57]
- 6月18日　Overwatch JAPAN主催のコミュニティ大会「Overwatch JAPAN Cup #1」に出演、AfreecaTVチャンネルにて副音声実況配信を行う。[58]
- 7月10日　ニコニコ生放送「納涼！ホラーゲーム実況祭り【チャンネルリレー企画第7弾】」に出演。フリーゲーム『哥欲祟-ｳﾀﾎﾉﾀﾀﾘ-』をプレイ。[59]
- 8月25日　ニコニコ生放送本社「VRステルスゲーム『Budget Cuts』無料体験会」にドンピシャと鉄塔が出演。[60][61]
- 9月5日　「2BRO.PRESENTS『F1 2016』スペシャル番組」プロレーサーと2BRO.の動画に三人称が出演。[62]
- 9月18日　「ニコニコ町会議全国ツアー2016 in 富山県南砺市 城端むぎや祭」の「町ゲーム実況ブース」に出演。[63][64]
- 10月2日　ニコニコ生放送「【王冠を求めて！ドラゴンズクラウン】チャンネル実況リレー企画第8弾！」に出演。[65][29]
- 12月3日　ニコニコ生放送「【ゲーム実況者タコ焼きパーティー！】チャンネル実況リレー企画第9弾」に出演。[66]
- 12月8日　ニコニコワークショップ「『三人称』とRPGのシナリオを作ろう！」に出演。（ニコニコ本社B2F イベントスペース）[67]

### 2017年
- 1月24日　ニコニコ公式生放送「ゲーム実況者『フォーオナー』強い奴決定戦 in 闘会議#１」に出演。[68]
- 2月11日　闘会議2017「ゲーム実況ストリート2nd」「白熱のチームバトル『#コンパス』ステージ」「ゲーム実況者『フォーオナー』強い奴決定戦」に出演。[69][70]
- 8月5日　ニコニコ公式生放送　ニコニコワークショップ「めざせ！ポケナノマスターへの道」（協力：株式会社カワダ）に出演。[71][72]
- 9月2日　ニコニコ公式「ファイナルファンタジーXIV4周年記念14時間生放送（サブ放送）」（協力：スクウェア・エニックス）に出演。[73]

### 2018年
- 10月6日　ニコニコ公式生放送　ニコニコワークショップ「めざせ！ポケナノマスターへの道！VOL.2」（協力：株式会社カワダ）に出演。[74]
- 12月13日　THE MAGAZINE（運営：TuneCore Japan）に、「【対談】Heartbeat × koë | 音楽とゲーム実況の交差点」掲載。[75]
- 12月29日　YouTube日本版公式 「YouTubeクリエイターズキャンプ年末ゲームリレー配信」（協力：PlayStation Japan）に出演。[76]

### 2019年
- 8月20日　ZOTAC JAPAN（株式会社ゾタック日本）公式YouTubeチャンネルの生配信番組「本ナマ！改造バカZOTACスペシャル#5」に出演。[77][78]

### 2020年
- 8月26日　マイナビニュースに「漫画家・浅野いにお×ゲーム実況者・鉄塔の意外すぎる共通点とは!?」（提供：マウスコンピューター ）掲載。（記事・動画共に2021年5月5日いっぱいで公開終了）[79][80]
- 9月24日〜　PS5体験映像シリーズ「Try! PlayStation 5 on YouTube Gaming Week」に参加。のちに、この時の模様の一部がCMにも使用される。[81]
- 10月19日　HB ホーム社文芸図書WEBサイトに、三人称雑談・特別回「賽助『今日もぼっちです。』刊行記念」掲載。ドンピシャ、ぺちゃんこ、鉄塔こと賽助の雑談。[82]
- 12月7日　『コール オブ デューティ ブラックオプス コールドウォー』（ソニー・インタラクティブエンタテインメント）の新トレーラー、“全員、熱狂”トレーラー”に出演。[83]

### 2021年
- 2月27日／3月6日　文化放送「ナニモノ！」にパーソナリティとして出演。（鉄塔のみ出演）[84]
- 5月29日／6月5日　文化放送「ナニモノ！」にパーソナリティとして出演。（全員出演）[85]
- 6月12日　第2回 YouTube Gaming Crosszone（主催：Youtube）に参加、「PlayStation®であそぼう on YouTube Gaming Crosszone」を実施。[86]
- 6月28日　「Pen」（CCCメディアハウス 発行）2021年8月号 No.519「デザイン＆エンタメ界の仕掛け人35名が明かすヒットの秘密／次のヒットを知りたいなら、この4人に注目！」に、鉄塔（三人称）／ 賽助として掲載。[87]
- 7月21日／28日　InterFM897「Community Diver」第21回・第22回にゲスト出演。（鉄塔のみ出演）[88]
- 9月18日　集英社「おめでとう『こち亀』45周年」公式サイト内、「計25人の各界著名人がセレクト オススメのエピソード!!」に賽助／鉄塔が選出。レコメンドページにコメントを寄稿。[89]
- 10月2日　「YouTube Gaming Crosszone Vol. 6」（主催：Youtube）に参加、「PlayStation®であそぼう on YouTube Gaming Crosszone」を実施。[90]
- 11月10日　『コール オブ デューティ ヴァンガード』（ソニー・インタラクティブエンタテインメント）特別番組、「『コール オブ デューティ ヴァンガード』霜降り明星せいやのCoD Bootcamp Vol.3」に鉄塔、ぺちゃんこが出演。[91]
- 12月5日／12日　一迅社 公式YouTubeチャンネル内「先輩がうざい後輩の話 CHANNEL」#9・#10に、スペシャルゲスト第３弾として声の出演。[92]
- 12月31日深夜　TOKYO MX オリジナルドラマ「夜光漂流 MIDNIGHT JELLYFISH」（第１話〜第５話／27:45～29:00）に、ゲーム配信者・三分坂P役で鉄塔が出演。[93]

### 2022年
- 1月3日深夜　TOKYO MX オリジナルドラマ「夜光漂流 MIDNIGHT JELLYFISH」（最終話／28:30～28:45）に、ゲーム配信者・三分坂P役で鉄塔が出演。[93]
- 2月2日　「an・an」（マガジンハウス発行）2022年2月9日号 No.2285「これまでどんなゲームやってきた？人気実況者の最愛＆偏愛ゲーム。」に、三人称が見開きで掲載。[94]
- 8月10日〜（予選）／27日（本選）　「エディオンフォートナイトカップ 2022」（主催：エディオン）の大会公式アンバサダーに就任。[95]

### 2023年
- 3月22日／29日　AuDee ゲーミングカフェ「Creator seed」（No.38・No.39）にゲスト出演。[96]
- 3月25日　加藤純一 presents「配信者ハイパーゲーム大会」（主催：株式会社OPENREC）Apex Legends企画に、オンラインハンターとしてドンピシャが参加。[97]
- 4月17日〜28日　VAULTROOMとCrazy Raccoonのもとで作成された専用サーバー「VCR RUST」が約10日間開催[注 4]。有名ストリーマーと共に三人称も参加。[98]
- 5月16日／18日／20日　岸大河がモデレーターを務める、Signater 公式YouTubeチャンネル内「Signater #31 - 1/2/3」にゲスト出演。[99][100][101]
- 7月27日　TBSラジオ 「アフター6ジャンクション」カルチャートークに鉄塔がゲスト出演。[102]
- 8月1日　インディーゲーム紹介番組「INDIE Live Expo 2023 Summer Spotlight」ストリーマーショーにドンピシャが出演。[103]
- 8月14日　NHKラジオ第１「ゲーム実況者と語る夜」に出演。[104]
- 10月5日深夜　文化放送にてレギュラーラジオ番組「三人称・鉄塔 ひとりのよる」（毎週木曜日25:30〜26:00）が放送開始。[105]
- 10月27日　CAPCOM eSports の「SFリーグ&CPT ダイジェストコンボ！#5」にドンピシャがゲスト出演。[106]
- 11月26日　OCEANS Webに、鉄塔がコラム「大人がハマる名作ゲーム」を連載開始（全５回）。[107]
- 12月13日　TBSラジオ 「アフター6ジャンクション2」ビヨンド・ザ・カルチャーに鉄塔がゲスト出演。[108]
- 12月30日　FAVCUP2023 Day2「SF6 ストリーマー紅白闘合戦」（主催: 株式会社KADOKAWA Game Linkage）に、ドンピシャが出演。[109]

### 2024年
- 1月26日　KDDIのコミュニティ施設「esports Style UENO」の完成披露発表会 及び KICK=OFF EVENT（ストリートファイター6 エキシビションマッチ）に、ドンピシャが登壇。[110]
- 1月29日　ASCII GAMES（株式会社角川アスキー総合研究所）に、ドンピシャへの単独インタビュー記事掲載。[111]
- 2月12日　NHKラジオ第１「ゲーム実況者と語る夜」第２弾に出演。[112]
- 2月21日　文化放送「Girls²のがるがるトーク！」に、応援メッセージ寄稿にて鉄塔が出演。[113]
- 3月16日／17日　加藤純一 presents「第2回 配信者ハイパーゲーム大会」（主催：株式会社OPENREC）に、ゲストプレイヤーとしてドンピシャが両日参加。[114]
- 3月23日　STREET FIGHTER 6大会「第30回iXAカップ@メタバースpowered by enecom」（主催：広島 TEAM iXA）にドンピシャが解説として出演。[115]
- 3月30日　「みんなでスト6 対戦会 & 対抗戦 presented by @GameWith_Hikari」（主催：DetonatioN FocusMe）にドンピシャがストリーマー枠で出演。[116]
- 4月13日〜21日　VAULTROOMとCrazy Raccoonが主催するストリーマー向け期間限定ゲームイベント「VCR RUST」に三人称も参加。[117]
- 4月23日　STREET FIGHTER 6 完全招待制対戦会「ZETA FIGHT CLUB」（主催：ZETA DIVISION）にドンピシャが招待参加。[118]
- 6月14日／6月21日／7月5日／7月12日　YouTube配信番組「META TAXI」（運営元：講談社）#35 #36 #38 #39に、須貝駿貴（QuizKnock）との対談にて鉄塔が出演。[119]
- 6月19日　TBSラジオ 「アフター6ジャンクション2」カルチャーワンショットに鉄塔がゲスト出演。[120]
- 6月19日深夜　文化放送 「リモしるの体験版」にドンピシャがゲスト出演。[121]
- 6月23日　NHK文化センター 青山教室 特別講座「三人称 鉄塔の、恐れず何度も挑戦し続ける『ぼっち』論」講演。（オンライン形式）[122]
- 7月11日　STREET FIGHTER 6 完全招待制対戦会「ZETA FIGHT CLUB #2」（主催：ZETA DIVISION）にドンピシャが招待参加。[123]
- 7月16日　PlayStation Japan 公式YouTubeチャンネルにて『CONCORD』ベータ版先行プレイ動画を配信。[124]
- 7月20日　「三人称・鉄塔 ひとりのよる」番組公開収録イベントを代々木・山野ホールにて開催。[125]
- 9月6日　GeoGuessr 公式企画 第二弾 ジオゲッサー × 人気ストリーマー「地理探索チャレンジ W杯編  supported by FLUX」に鉄塔が参加。[126]
- 9月8日　Call of Duty Black Ops 6 オープンベータ（Activision Blizzard Japan 株式会社）に三人称が参加。[127]
- 9月11日　「GeoGuessr World Cup 2024」 FLUX 日本語配信 公式ウォッチパーティ配信者に、鉄塔が就任。[128]
- 9月15日〜21日　VAULTROOM × Crazy Raccon主催のストリーマー向け期間限定ゲームイベント「VCR Minecraft β」に三人称も参加。[129]
- 9月20日／10月1日　「ストリートファイターリーグ: Pro-JP 2024 Division S/F 第5節」を、ドンピシャが公式ミラー配信。[130][131]
- 9月28日　東京ゲームショウ2024「LEGENDUS STREET FIGHTER 6 師弟杯 トークショー」（Qiddiya Gaming ブース）にドンピシャが出演。[132]
- 10月1日　「BRUTUS」（マガジンハウス発行）No.1017 2024年10月1日「猫になりたい」に鉄塔が寄稿。[133]
- 10月7日　Faaast Penguin（提供：historia Inc.）をPR配信。[134]
- 10月18日　文化放送 「三人称・鉄塔 さんにんのよる なま」に、ドンピシャとぺちゃんこがゲスト出演。[135]
- 10月22日／10月25日　「ストリートファイターリーグ: Pro-JP 2024 Division S/F 第7節」を、ドンピシャが公式ミラー配信。[136][137]
- 10月27日　「ソニック × シャドウ ジェネレーションズ」（SEGA）をPR配信。[138]
- 11月1日　「ドラゴンエイジ™: ヴェイルの守護者」（提供：バイオウェア）をドンピシャがPR配信。[139]
- 11月4日　NHKラジオ第１「ゲーム実況者と語る夜」第３弾に出演。[140]
- 11月19日／22日　「ストリートファイターリーグ: Pro-JP 2024 Division S/F 第10節」を、ドンピシャが公式ミラー配信。[141][142]
- 11月20日深夜　文化放送 「リモしるの体験版」にぺちゃんこ、鉄塔がゲスト出演。[143]
- 11月30日　どこイキ【和歌山編】にて「KOZA River House湯川邸」をPR。[144]
- 12月8日　「Riot Games ONE VALORANTコンソール オープントーナメント with 2BRO.」（提供：Riot Games 協力：ソニー・インタラクティブエンタテインメント）の決勝を、三人称が公式ウォッチパーティ。[145]
- 12月2日〜13日　VAULTROOMとCrazy Raccoonが主催するストリーマー向け期間限定ゲームイベント「VCR GTA」に鉄塔が参加。[146]
- 12月14日／15日　「Riot Games ONE 2024 presented by Coca cola」（主催：Riot Games、テレビ東京、電通）内のショーマッチ「VALORANT Console x 2BRO. PLAY WITH US」に、三人称がオフライン出演。まざー３、きなこ、Rion（コーチ枠）とのユニットで、チーム名は「まざさんぽりおん」。出演後、チャンネルにて公式ウォッチパーティを配信。[147]
- 12月20日　「FISTBUMP powerd by Game*Spark」に「Riot Games ONE」参加時のインタビュー記事掲載。[148]
- 12月20日　「REJECT Vtubers VS ストリーマーズ」にドンピシャが参加。[149]
- 12月23日　「酒ガチャ！福袋2025」（提供：クランド）のPRをドンピシャが配信。[150]
- 12月24日深夜／31日深夜　文化放送「まざべにのミッドナイトダブルピーク」に、鉄塔がゲスト出演。[151][152]
- 12月27日　SteelSeries Japan公式 YouTubeチャンネル「OooDa＆伊織もえ〜ゲームの学校〜」第16回1時限目に三人称が出演。[153]

### 2025年
- 1月10日　SteelSeries Japan公式 YouTubeチャンネル「OooDa＆伊織もえ〜ゲームの学校〜」第16回２時限目に三人称が出演。[154]
- 1月15日　「日本eスポーツアワード2024」（パシフィコ横浜）にドンピシャが登壇、ライブエンターテイメント部門「ストリーマー賞」を授与。[155]
- 1月25日／26日　「PLAYOFFS DAY1 Division S/DAY2 Division F ストリートファイターリーグ: Pro-JP 2024」を、ドンピシャが公式ミラー配信。[156][157]
- 1月28日　「ZETA FIGHT CLUB #3 presented by INZONE」（主催：ZETA DIVISION）にドンピシャが招待参加。[158]
- 1月31日〜2月2日　ストリーマー招待制 Minecraft イベント「ひりつけ黄昏の森 2025」（主催：ドズル社）にぺちゃんこ・鉄塔が参加。[159]
- 2月12日　「モンスターハンターワイルズ」（協力：カプコン）を先行PRプレイ。[160]
- 2月25日　「Mecha BREAK」（提供：Amazing Seasun Games）のGlobal Storm オープンベータテストをぺちゃんこ、鉄塔がPR配信。[161]
- 3月1日　アリナミン製薬「ゲーム疲れに銀のアリナミン」WebCMにぺちゃんこ、鉄塔が出演。[162][163]
- 3月12日　「週刊TVガイド」（東京ニュース通信社 発行）3/21号「RADIOガイド／文化放送大特集」に鉄塔が掲載。[164]
- 4月11日　「Red Bull LEGENDUS STREET FIGHTER 6 宴」に、ガイル枠ストリーマーとしてドンピシャが出演。[165]
- 4月12日　「プロミス・マスコットエージェンシー」（提供：Kaizen Game Works / Indie Freaks）を鉄塔がPR配信。[166]
- 4月19日　第9回「Rakuten esports cup 大争奪戦 ～百花繚乱～」（主催：楽天グループ株式会社）に三人称が出場。[167]
- 5月7日　「ZETA FIGHT CLUB STREET FIGHTER 6 #4 presented by INZONE」（主催：ZETA DIVISION）にドンピシャが招待参加。[168]
- 5月8日　OCEANS Webに、鉄塔のレビュー記事「大人がハマる名作ゲーム／ひとりでも楽しい『モンスターハンターワイルズ』の魅力」掲載。[169]
- 5月8日　週刊ファミ通 2025年5月22日号（No.1897）より、コラム「三人称・鉄塔の昨日もゲームしてました」が隔週にて連載開始。[170]
- 5月14日　「GeoGuessr World Championships 2025」開催について、鉄塔がPR配信。[171]
- 6月1日／6月29日　NHK総合「ゲームゲノム拡大版」３作の実況（副音声）を、三人称が担当。[172]
- 6月3日〜　レッドブルゲーミング公式「スト6絵文字クイズ ／スト6検定／スト6以心伝心クイズ ／ガイルプレイヤー絆チャレンジ」にドンピシャが出演。[173]
- 6月6日　「ダ・ヴィンチ」7月号「実況者が語る『都市伝説解体センター』の魅力を解体！」に鉄塔のインタビュー記事掲載。[174]
- 6月8日　『Lies of P: Overture』（提供：株式会社NEOWIZ）をドンピシャがPR配信。[175]
- 6月13日　「Dune: Awakening デューン：アウェイクニング」（提供：ファンコム）を三人称がPR配信。[176]
- 7月7日　週刊アスキー（角川アスキー総合研究所）に、ドンピシャへのインタビュー記事「三人称ドンピシャさんの安眠のオトモは、ガイル村ひぐち村長？ スト6大会「睡眠計量 e-SPORTS CUP」を見てきた」掲載。[177]
- 7月12日　「Mecha BREAK」（提供：Amazing Seasun Games）の正式リリース版をPR配信。[178]
- 7月15日　「Wretch: Divine Ascent デモ版」（提供：SapStaR Games）をドンピシャがPR配信。[179]
- 7月22日深夜　日本テレビ「eGG」eスポーツニュースコーナーに、ドンピシャがインタビュー出演。[180]
- 7月23日　TBSラジオ 「アフター6ジャンクション2」ビヨンド・ザ・カルチャー 2025年上半期 個人的ベストゲーム発表に鉄塔がリモートでゲスト出演。[181]
- 7月23日・24日　2025年大阪・関西万博「未来をつなぐ eスポーツの力 -JAPAN ESPORTS CONNECT-」（主催：一般社団法人日本 eスポーツ連合）にドンピシャが出演。[182]
- 7月24日　文化放送「レコメン！」23時台ゲストとして、鉄塔が出演。[183]
- 7月27日　横浜BUNTAI「with STREAMER」（主催：with STREAMER 実行委員会）DAY2に、ハセシンのサポートプレイヤーとして鉄塔がステージ出演。[184]
- 7月30日　映画ナタリーの特集「『ジョン・ウィック』の世界はどこまで進化するのか──新作『バレリーナ：The World of John Wick』に驚き！」に、鉄塔がコメントを寄稿。[185]
- 8月16日　クトゥルフ神話TRPGチャンネル「【新クトゥルフ神話TRPG】『終電が終わらない』公式ライブステージ さきどり生配信！」に鉄塔が出演。[186]

## 公式大会出場歴
※カジュアルイベントも、大会形式であればこちらに記載するものとします。

### 2019年
- 5月6日　『ストリートファイターV アーケードエディション』を使ったオンライントーナメント、せやなTV第14回「FAV gaming CUP#2」にドンピシャが出場。[187][188]
- 7月15日　『ストリートファイターV アーケードエディション』を使ったオンライントーナメント、せやなTV第16回「FAV gaming CUP#4」にドンピシャが出場。[189][190][191]

### 2021年
- 2月23日　「RAGE PARTY 2021 powered by SHARP」（主催：株式会社CyberZ／エイベックス・エンタテインメント株式会社／株式会社テレビ朝日）の「Apex Legends（エーペックスレジェンズ）」パート『Apex Legends ベストトリオ決定戦』に出場。[192][193]
- 3月27日　『PLAY ALIVE 2021 : Fall Guys Super Match』（主催：ソニー・インタラクティブエンタテインメント）に出場。トシゾーを加えての４人体制チーム「三人トシゾー」。[194]
- 5月5日　「Apex Legends Legacy Launch Party」（主催：渋谷ハル、協賛：GALLERIA）にドンピシャがきなこと出場。[195]
- 5月15日　「第5回 Crazy Raccoon Cup Apex Legends」（主催：Crazy Raccoon）に、ドンピシャが出場。蛇足、まさのりとのユニットで、チーム名は「百三人称」。[196][197]
- 6月20日　Apex Legends大会「SCARZ CUP powered by LEGION」（主催：SCARZ、協賛：LEGION）に、ドンピシャが出場。蛇足、たいじとのユニットで、チーム名は「Team蛇足」。[198]
- 6月27日　Apex Legends大規模カジュアル大会「えぺまつり外伝」（主催：UUUM株式会社）に、ドンピシャが出場。ゆふな、布団ちゃんとのユニットで、チーム名は「ゆふなチーム」。[199][200]
- 7月1日　VAULTROOM運営による PlayerUnknown's Battlegrounds カスタムマッチ、「VCC PUBG CUSTOM #3」に出場。[201]
- 7月23日　「第6回 Crazy Raccoon Cup Apex Legends」（主催：Crazy Raccoon）に、ドンピシャが出場。おぼ、TIE_PRiZEとのユニットで、チーム名は「脳筋鼓膜殺し」。[202]
- 8月6日　VAULTROOM運営による Apex Legends カスタムマッチイベント、「VCC APEX」に出場。[203]
- 9月18日　Apex Legends大会「REIGNITE CUP #2」（主催：株式会社リイグナイトエンターテインメント）に、ドンピシャが出場。杏戸ゆげ、Souとのユニットで、チーム名は「ドンドン輸送」。[204]
- 10月9日　「第7回 Crazy Raccoon Cup Apex Legends」（主催：Crazy Raccoon）に、ドンピシャが出場。すでたき、はつめとのユニットで、チーム名は「SUNDOME」。[205]
- 10月16日　「PJCT 2021 秋の陣 ～PUBG大運動会～」（主催：PUBG JAPAN株式会社、協賛：Predator（日本エイサー株式会社）、協力：COO Inc.）に出場。[206]
- 10月17日　有名ストリーマーがBFVに集結される「BF Streamer Cup」（主催：SoVault）に三人称に加えて標準と出場。[207]
- 11月13日　Apex Legends大規模カジュアル大会「えぺまつり外伝2 冬将軍」（主催：UUUM株式会社）に、ドンピシャが出場。1tappy、としみつとのユニットで、チーム名は「1tappyチーム」。[208]
- 11月20日　「Battlefield 2042 発売記念配信～芸人&ストリーマー混合対決～」（主催：ElectronicArtsJapan）に三人称に加えて標準と出場。[209]
- 12月17日　VAULTROOM運営による Minecraft を使ったカジュアルイベント、「VCC MINECRAFT」に出場。[210]

### 2022年
- 1月16日　「第8回 Crazy Raccoon Cup Apex Legends」（主催：Crazy Raccoon）に、ドンピシャが出場。ゆふな、花芽すみれとのユニットで、チーム名は「IQ3」。[211]
- 1月22日　「コール オブ デューティ ウォーゾーン」を使ったカジュアルイベント「こっどふぇす外伝」（主催：UUUM株式会社）に、ドンピシャが出場。すでたき、はつめ、アクシーとの4人スクワッド。[212]
- 3月26日　『PLAY ALIVE 2022 : Fall Guys Vol.2』（主催：ソニー・インタラクティブエンタテインメント）に出場。トシゾーを加えての４人体制チーム「三人トシゾー」。[213]
- 4月26日　APEXカスタムイベント第3弾「GGC×BOSS CUP」（主催：Good Game Company）に、ドンピシャ、鉄塔が出場。村上奈津実とのユニットで、チーム名は「声優e-Sports部×三人称」。[214]
- 5月12日　「JOZ CUSTOM Vol.3 ver. Apex Legends」（運営元：ビーウィズ株式会社）に、ドンピシャが出場。1tappy、すでたきとのユニットで、チーム名は「プロと元プロとおじさん」。[215]
- 7月10日　「内乱会 featuring Fall Guys」Sponsored by Epic Games（主催：UUUM株式会社）に出場。トシゾーを加えての４名で「グループ12」として参加。[216]
- 8月14日　「オールスター大運動会＠代々木競技場 produced by 超滅 & Crazy Raccoon」（主催：UUUM & Crazy Raccoon）第１部＆第２部に、k4senが率いる「黄組」にドンピシャがオフライン参加者として出場。[217]
- 10月10日　「コパ・ストリーム - FIFA23 バーチャルマッチ」（主催：ElectronicArtsJapan）にぺちゃんこ、鉄塔が「チームB」より出場。[218]
- 12月3日　Apex Legends第2弾「Rakuten esports cup 〜家電争奪戦〜」（主催：楽天グループ株式会社）に、ドンピシャが出場。きなこ、花芽すみれとのユニットで、チーム名は「ドンピシャチーム」。[219]

### 2023年
- 2月23日　「APEX LEGENDS ANNIVERSARY CELEBRATION e-elements DREAM MATCH」（主催：アニマックスブロードキャスト・ジャパン）に、渋谷ハルが率いる「渋ハル軍」にドンピシャが出場。BobSappAim、Meltsteraとのユニットで、チーム名は「ステラおばさんのドンピシャエイム」。[220]
- 3月31日　「League of Legends The k4sen」（主催：k4sen）にドンピシャが出場。おぼ、夜よいち、立花はる、k4senとのユニットで、チーム名は「ファッキン無料講座」。[221][注 5]
- 5月6日　Omega Strikers（英語版）のリリースを記念した「おめすとふぇす」（主催：UUUM株式会社）に、「チーム三人称」として出場。[222]
- 5月14日　Apex Legends第3弾「Rakuten esports cup 家電争奪戦 〜新緑の薫り〜」（主催：楽天グループ株式会社）に、ドンピシャが出場。SPYGEA、YukaFとのユニットで、チーム名は「YUKAFしか勝たん」。[223]
- 6月25日　「第1回 Crazy Raccoon Cup Street Fighter 6」（主催：Crazy Raccoon）に、ドンピシャが出場。戌神ころね、赤見かるび、SHAKA、かずのことのユニットで、チーム名は「かZooの子」。[224]
- 7月1日　Apex Legends大会「TIE Ru 捕獲大作戦」（主催：はつめ、TIE Ru）に、「TEAM 16」として三人称が出場。[225]
- 7月30日　STREET FIGHTER 6大会「Tokyo Online Party 2023 Summer」（主催：株式会社忍ism）に、ドンピシャが出場。ひぐち、りゅうせいとのユニットで、チーム名は「三人闘」。[226]
- 8月26日　Apex Legends大規模カジュアル大会「えぺまつり夏の陣 再来」（主催：UUUM株式会社）に、ドンピシャが出場。神成きゅぴ、乾伸一郎、きなこ（コーチ枠）とのユニットで、チーム名は「おじすぽっぽ！」。[227]
- 9月2日　第4回「Rakuten esports cup 大争奪戦 〜夏のおもひで〜」（主催：楽天グループ株式会社）にドンピシャが出場。花芽すみれ、空澄セナ、ありさかとのユニットで、チーム名は「くれいじーすぽっしゃ」。[228]
- 9月13日　STREET FIGHTER 6大会「REJECT FIGHT NIGHT Round2」（主催：REJECT）にドンピシャが出場。しんじさん、おぼ、こく兄、ふ〜どと共に「TeamC」のメンバーとして。[229]
- 9月17日　STREET FIGHTER 6大会「FAV CUP ONLINE SF6 2023.9.17」（主催：FAV gaming）にドンピシャが出場。[230]
- 9月23日・24日　東京ゲームショウ2023にて開催の「TGS2023 × CR CUP STREET FIGHTER 6」（主催：Crazy Raccoon）にドンピシャが出場。獅白ぼたん、SPYGEA、おぼ、どぐらとのユニットで、チーム名は「どぐらだけB」。[231]
- 10月7日　STREET FIGHTER 6大会「Tokyo Online Party 3on3 2023 Autumn」（主催：忍ism Gaming）にドンピシャが出場。葛葉、ボンちゃんとのユニットで、チーム名は「チャン・ボン・キング」。[232]
- 11月12日　STREET FIGHTER 6大会「第28回 iXA CUP」（主催：広島 TEAM iXA）にドンピシャが出場。[233]
- 11月19日　STREET FIGHTER 6大会「FAVCUP 2023 "SF6 WORLD 3on3 BATTLE 予選大会"」（主催：FAV gaming）にドンピシャが出場。Jr.、板橋ザンギエフとのユニットで、チーム名は「誰前委員会」。[234]
- 12月22日　Apex Legends大会「第1回 TIE_Ruカップ 決勝」（主催：ソニー・インタラクティブエンタテインメント）に、ドンピシャが出場。TIE_Ru、胡桃のあとのユニットで、チーム名は「Apexアライブ」。[235][236]
- 12月24日　STREET FIGHTER 6大会「第29回 iXACUP 2on2」（主催：広島TEAM iXA）にドンピシャが出場。ひぐちとのユニットで、チーム名は「ガイル村」。[237]
- 12月26日　STREET FIGHTER 6大会「年末配信者スト6アルティメット決戦 Supported by OPENREC PARK」にドンピシャが出場。たいじ、よしなま、蛇足、RaMuとのユニットで、チーム名は「たいじLOVE」。[238]

### 2024年
- 1月6日　STREET FIGHTER 6大会「CAPCOM Pro Tour 2023」オンラインプレミア 日本大会にドンピシャが出場。[239]
- 1月21日　STREET FIGHTER 6大会「BeastCup 3on3」（主催：梅原大吾／CAPCOM公認）にドンピシャが出場。shu3、かずのことのユニットで、チーム名は「かずのこ村」。[240]
- 1月27日　「第13回 TOPANGAチャリティーカップ STREET FIGHTER6 5on5 ONLINE TOURNAMENT」（主催：株式会社TOPANGA）にドンピシャが出場。ひぐち、アルランディス、玉餅かずよ、如月れんとのユニットで、チーム名は「ガイル村2024」。[241]
- 2月11日　「第3回 Crazy Raccoon Cup Street Fighter 6」（主催：Crazy Raccoon）にドンピシャが出場。ボンちゃん、不破湊、渡会雲雀、叶とのユニットで、チーム名は「おじさんじ」。[242]
- 3月24日　STREET FIGHTER 6大会「RAGE STREET FIGHTER」（主催：RAGE）にドンピシャが出場。[243]
- 3月31日　「獅白杯 STREET FIGHTER 6 powered by GALLERIA」（主催：獅白ぼたん）にドンピシャが出場。[244]
- 4月6日　STREET FIGHTER 6大会「Tokyo Online Party 3on3 2024 Spring」（主催：忍ism Gaming）にドンピシャが出場。shu3、ササモとのユニットで、チーム名は「ササピシャ三人衆」。[245]
- 4月14日　第6回「Rakuten esports cup 大争奪戦 ～春爛熳～」（主催：楽天グループ株式会社）にドンピシャが出場。[246]
- 4月27日〜29日　「EVO Japan 2024 presented by ROHTO」（主催：EVO Japan 2024 実行委員会） ストリートファイター6部門に、ドンピシャが出場。[247]
- 5月4日　Call of Duty®: Warzone™ Mobile大規模カジュアル大会「こっどふぇすWZモバイル」（主催：UUUM株式会社）に、ドンピシャが出場。ハセシン、eoheohとのユニット。[2]
- 5月12日　「第4回 Crazy Raccoon Cup Street Fighter 6」（主催：Crazy Raccoon）にドンピシャが参加。チーム04「まおのこ」アキ・ローゼンタールのコーチ枠として。[248]
- 5月19日　「LEGENDUS STREET FIGHTER 6 師弟杯」（主催：LEGENDUS（SHAKA））にドンピシャが出場。ひぐちとの師弟ユニット「ガイルチーム」。[249]
- 6月12日　「Vtuberスト6 律可杯」（主催：律可（Rikka））にドンピシャが参加。チーム「老」アキ・ローゼンタールのコーチ枠として。[250]
- 6月30日　「第５回 Crazy Raccoon Cup Street Fighter 6」（主催：Crazy Raccoon）にドンピシャが出場。sasatikk、おぼ、Shutoとのユニットで、チーム名は「漢一色」。[251]
- 8月3日　「RAGE SUPER MATCH Powered by Rakuten Optimism」（主催：RAGE）DAY1 RAGE STREET FIGHTERにドンピシャがチームリーダーとして出場。天鬼ぷるる、ありけん、Ceros、かずのことのユニット、「チームドンピシャ」。[252]
- 8月12日・13日　渋谷ハル × VALORANT「ハルヴァロ Act2」（supported by Riot Games）にドンピシャが出場。ラプラスチームBグループ（ハイタニ／赤髪のとも／96猫／蛇足／ふらんしすこ（コーチ））のメンバーとして。[253]
- 8月17日　「第1回 TIE RECON CUP "In APEX LEGENDS" -Supported by GALLERIA-」にドンピシャが出場。きなこ、ハセシンとのユニットで、チーム名は「ピシャぽっぽハッシン」。[254]
- 8月31日　「睡眠計量e-SPORTS CUP SLEEP FIGHTER Supported by ドリエル」（主催：エスエス製薬株式会社）にドンピシャが出場。火威青、板橋ザンギエフとのユニットで、チーム名は「ヨガソニックサイクロン」。[255]
- 8月31日　「マイクラバーサス 〜 サマーバトル！」（主催：マインクラフト 日本公式）に、緑チームのメンバーとして鉄塔・ぺちゃんこの両名が出場。[256]
- 9月7日　APEXカジュアル大会「演JOY軍団カスタム」（主催：後藤光祐、長友光弘、静海夜夏音）に、「える軍団」のメンバーとしてドンピシャが参加。[257]
- 9月21日　STREET FIGHTER 6大会「FAVCUP online Road to CPT sponsored by はじめてのアコム」（主催：FAV gaming）にドンピシャが出場。[258]
- 10月13日　「2BRO. 弟者 meets PS5版VALORANT」（協賛：VALORANT、PlayStation）に三人称が標準、えれぷろと共に参加。チーム名は「TEAM 3NS+2」。[259]
- 10月24日　「第６回 Crazy Raccoon Cup Street Fighter 6 Supported by AbemaTV」（主催：Crazy Raccoon）にドンピシャが出場。Clutch_Fi、わいわい、おぼ、高木とのユニットで、チーム名は「免許とインパクトは返せ」。[260]
- 10月26日　STREET FIGHTER 6大会「Tokyo Online Party 3on3 2024 AUTUMN」（主催：忍ism Gaming）にドンピシャが出場。ひぐち、シュウジとのユニットで、チーム名は「最強の師匠と最強の弟子とシュウジ」。[261]
- 10月31日　STREET FIGHTER 6大会「REJECT FIGHT NIGHT Round4」（主催：REJECT）にドンピシャが参加。TeamA 玉餅かずよのコーチ枠として。[262]
- 11月16日・18日　「LEGENDUS STREET FIGHTER 6 師弟杯 ~2024冬 後楽園の陣~」（主催：LEGENDUS（SHAKA））にドンピシャが出場。ひぐちとの師弟ユニット「TEAM GUILE」。[263]
- 12月7日　ストリーマースペシャルマッチ「RAGE Delta Force Streamer Cup」（主催：RAGE）に三人称が出場。[264]

### 2025年
- 1月12日　「第14回 TOPANGAチャリティーカップ STREET FIGHTER6 5on5 ONLINE TOURNAMENT」（主催：株式会社TOPANGA）にドンピシャが出場。釈迦、sasatikk、葛葉、翔とのユニットで、チーム名は「プリンス・ササ・クドシャ」。[265]
- 1月16日　「消毒杯 Powered by NURO 光」（主催：ソニーネットワークコミュニケーションズ株式会社 ）にドンピシャが出場。[266]
- 2月16日　「杏戸ゆげ 6周年記念VALORANTカスタム」（主催：杏戸ゆげ）にぺちゃんこが出場。Team.バーボン（杏戸ゆげ、夕陽リリ、水無瀬、三田寺理紗）のメンバーとして。[267]
- 3月16日　「REJECT FIGHT NIGHT（RFN）× Sajam Slam ストリートファイター6 日米対決」（主催：REJECT）に鉄塔が出場。 TEAM DAIGO（ウメハラ、おぼ、天鬼ぷるる、前野智昭）のメンバーとして。[268]
- 5月9日〜11日　「EVO Japan 2025 presented by Levtech」（主催：EVO Japan 2025 実行委員会）ストリートファイター6部門に、ドンピシャが出場。[269]
- 5月17日・18日　獅白杯3rd「STREET FIGHTER 6」 powered by HP Day2 「グランドマスターの部」に、ドンピシャが出場。[270]
- 6月28日・29日　「Red Bull LEGENDUS STREET FIGHTER 6 頂」（主催：LEGENDUS（SHAKA））にドンピシャが出場。各キャラクター代表ストリーマー「TEAM GUILE」枠として。　[271]
- 7月4日　ストリートファイター6を使用したカジュアルイベント「エレナ祭り」（主催：アップランド）にドンピシャが出場。連合軍（銀棘ぐみ、アルランディス、なかもと、ACQUA（コーチ枠））の大将枠として。[272]
- 7月5日　「睡眠計量e-SPORTS CUP SLEEP FIGHTER II Supported by ドリエル」（主催：エスエス製薬株式会社）にドンピシャが出場。花京院ちえり、風見くく、YAS、カワノとのユニットで、チーム名は「ドライブゲージファイナンス」。[273]
- 7月20〜22日　オンラインイベント『Pokémon UNITE The k4sen Supported by The Pokémon Company』に鉄塔が出場。Team The SHAKA（SHAKA、うるか、夢野あかり、Zerost、ちょもす（コーチ）、yumenyan（コーチ））のメンバーとして。[274]
- 7月21日　ストリートファイター6 オープン大会「もかCUP」（主催：甘結もか）にドンピシャが出場。[275]
- 7月27日　「ななし学園麻雀部 灼熱のななし雀魂杯夏の陣」にドンピシャが出場。杏戸ゆげ、瀬島るい、風見くくとのユニットで、チーム名は「スーパイホ（四百合）」。 [276]
- 8月11日　STREET FIGHTER 6大会「REJECT FIGHT NIGHT Round6」（主催：REJECT）にドンピシャが参加。蝶屋はなび、SHAKA、ハイタニ、ときどとのユニットで、チーム名は「反則級はなびおじさん 」。[277]

## 公式コラボレーション

### 2017年
- 9月23日　ヴィレッジヴァンガード（株式会社ヴィレッジヴァンガードコーポレーション）横浜ルミネ店にて、三人称のオリジナルグッズを販売開始。[278]

### 2018年
- 12月8日　シンガーソングライター 中村 中が、三人称とのコラボ動画「中村 中×三人称 8th Album『るつぼ』Trailer "箱庭?"」を投稿。[279][280]

### 2019年
- 8月22日　クイズRPG『Q&Qアンサーズ』（サイバーステップ株式会社）にて、小説「はるなつふゆと七福神」&ゲーム実況グループ「三人称」とのコラボイベント開催。ゲーム内キャラクターの声として、声優にも初挑戦した。[281]

- 12月24日　Black Balloon Market（株式会社カイタックファミリー） のPlayStationコラボアイテムにおいて、三人称が着用モデルとして登場。[282]

### 2020年
- 12月26日　ヴィレッジヴァンガードとのコラボレーション、「三人称×ヴィレヴァン～またまたコラボグッズだしちゃうよ！～」受注開始。[283]

### 2021年
- 3月20日　三人称×ヴィレヴァンコラボグッズが、ヴィレッジヴァンガード渋谷本店・名古屋パルコ店・梅田ロフト店にて店舗限定で取扱い開始。[284][285]
- 4月6日　ボードゲーム『たった今考えたプロポーズの言葉を君に捧ぐよ。』（株式会社クラグラ）とのコラボレーション。ミニ拡張セット ─三人称─ の発売を正式発表。[286]
- 4月9日　Black Balloon Market（株式会社カイタックファミリー） のマインクラフト アパレルグッズにおいて、三人称が着用モデルとして登場。[287]
- 4月24日　三人称×ヴィレッジヴァンガードの限定アイテムが販売開始。[288]
- 4月29日　AKIHABARAゲーマーズ本店（株式会社ゲーマーズ）にて、「ゲーム実況グループ 三人称 10周年記念ストア in GAMERS」ポップアップストアを開催。[289]
- 11月23日〜12月19日　AKIHABARAゲーマーズ本店にて、「三人称 10周年記念ストア winter」を開催。[290]

### 2022年
- 5月6日　紀伊國屋書店 梅田本店にて「SANNINNSHOP ポップアップストア」を開催。[291]
- 7月7日　無人展示ギャラリー「MEDIALINK Court」（株式会社メディアリンク）にて、三人称のグッズ見本を展示。[292]

### 2023年
- 5月18日　FPS専用英語フレーズ集「ゲーミング英語フレーズ」（著∶IGN Japan ／ 発売：株式会社Gakken）を監修。[293]
- 6月5日〜7月8日　紀伊國屋書店 梅田本店にて「SANNINNSHOP ポップアップストア」を開催。[294]
- 6月30日〜7月17日　池袋P'PARCOにて「三人称」期間限定ショップ「SANNINSHOPARCO」オープン。[295][296]
- 7月22日〜8月20日　イービーンズで開催の｢連載30周年記念 地上最強刃牙展ッ！in仙台｣にてコラボTシャツを限定販売。[297]
- 9月21日〜23日　東京ゲームショウ2023にて「三人称」×「ブラックバルーンマーケット」（株式会社カイタックファミリー）コラボTシャツを販売。（ECストアでも予約開始）[298][299]
- 9月29日　WOAT（池袋P’PARCO内）にて、三人称グッズを常設取り扱い開始。[300]
- 10月7日〜11月5日　未来屋書店 発寒店・高崎店・レイクタウン店・福津店にて「ポップアップショップ」を開催。[301]
- 10月27日〜11月26日　未来屋書店 秋田店・岡崎店・浜松市野店・四條畷店・岡山店にて「ポップアップショップ」を開催。[302]
- 11月2日〜12月3日　未来屋書店 名取店・日の出店・ナゴヤドーム前店・海老名店にて「ポップアップショップ」を開催。[303]

### 2024年
- 1月26日　.1より、三人称オリジナルデザインPCを発売。[304]
- 2月23日〜3月10日　WOAT（池袋P’PARCO内）にて「SANNINSHOW POP UP STORE」を開催。[305]
- 6月3日〜7月8日　紀伊國屋書店 梅田本店にて「SANNINNSHOP ポップアップストア」を開催。[306]
- 6月30日　YOU.FO WorldCup 2024 日本代表のスポンサー就任。[307]
- 7月19日〜9月23日　全国15店舗の未来屋書店にて「ポップアップショップ」を順次開催。[308]
- 9月26日〜29日　東京ゲームショウ2024にて「2BRO.×三人称 コラボレーショングッズ」販売。[309]
- 10月1日〜31日　SHIBUYA TSUTAYA 6階IP書店にて「2BRO.×三人称 POP UP SHOP」を開催。[310]
- 10月5日〜14日　紀伊國屋書店 梅田本店にて「TALK LIVE IN KOBE開催記念 SANNINNSHOP 紀伊國屋書店限定グッズ」を再販。[311]
- 11月16日〜12月1日　心斎橋PARCOにて「2BRO.×三人称 POP UP SHOP」を開催。[312]
- 12月1日〜31日　KOZA River House湯川邸にて「三人称 ✕ KOZA River House湯川邸特別割引キャンペーン」を実施。[313]

### 2025年
- 5月23日〜6月8日　西武渋谷店にてPICOPARK2のPOPUPイベント「PICOPARK公園」が開催、三人称とのコラボグッズも販売。[314]
- 6月2日〜7月7日　紀伊國屋書店 梅田本店にて「SANNINNSHOP ポップアップストア」を開催。[315]
- 7月11日　Rolandのゲーミング・ミキサー「BRIDGE CAST」とのコラボで、三人称限定モデルを発売。[316]
- 7月11日〜21日　ラフォーレ原宿にて「SANNINSHOW GENERAL STORE」を開催。[317]
- 7月18日〜9月28日　全国15店舗の未来屋書店にて「ポップアップショップ」を順次開催。[318]

## 受賞歴
2024年12月4日　「日本eスポーツアワード2024 ライブエンターテイメント部門 」ストリーマー賞をドンピシャが受賞。

## 他名義での活動
三人称のメンバーはそれぞれ、ゲーム実況以外の活動も行なっている。

### koeとして
ドンピシャとぺちゃんこは、えいじ、いさなと共に2018年、メロコアバンド「koe(こえ)」を結成して音楽活動を行なっている。koeとして活動する際の名義は、ドンピシャが「せいじ」、ぺちゃんこは「ぺー(活動当初はちゅうた)」。TuneCore Japanより、５曲のシングル曲をリリースしている。

#### シングル
|     | リリース日     | タイトル      | 規格                   | 備考                                                         | 最高位 |
| --- | -------------- | ------------- | ---------------------- | ------------------------------------------------------------ | ------ |
| 1st | 2018年10月12日 | カタチ        | デジタル・ダウンロード | リリース時のグループ名表記は「koë」                          | −      |
| 2nd | 2019年8月1日   | Rotation Song | デジタル・ダウンロード | このシングル以降、グループ名表記が「koe」に                  | 6位    |
| 3rd | 2020年4月12日  | RUSH          | デジタル・ダウンロード | イントロ部分・ドラマパートのセリフは、鉄塔が声を担当している | 3位    |
| 4th | 2021年1月16日  | 風吹          | デジタル・ダウンロード | コーラス部分でDr.のせいじとせいじの妻が参加している          | 5位    |
| 5th | 2022年3月6日   | MIND GAME     | デジタル・ダウンロード |                                                              | 2位    |

#### MV
|     | 公開日        | タイトル | 備考                                           |
| --- | ------------- | -------- | ---------------------------------------------- |
| 1st | 2020年1月5日  | カタチ   | この時期より「ちゅうた」の名義を「ぺー」に変更 |
| 2nd | 2021年9月26日 | 風吹     |                                                |

#### ライブ
- 「弾き語り Live」（2020年10月25日 新宿ACB）※えいじ、ドンピシャのみ出演。[327]
- 「弾き語り Live」（2024年11月27日 kawazu バル）※初ライブ／フルメンバー出演。[328]

### 賽助として
鉄塔は「賽助」名義での執筆活動を行っている。また、過去に同名義で和太鼓パフォーマンス「暁天」での活動も行っていた。

#### 著書
- 『はるなつふゆと七福神』（第1回本のサナギ賞優秀賞／2015年08月27日 ディスカヴァー・トゥエンティワン）[330]
- 『君と夏が、鉄塔の上』（2016年07月14日 ディスカヴァー・トゥエンティワン）[331]

- 『今日もぼっちです。』（2020年10月26日 ホーム社）[332]
- 『今日もぼっちです。２』（2023年7月26日 ホーム社）[333]
- 『手持ちのカードで、（なんとか）生きてます。』（2023年9月27日 河出書房新社）[334]

#### エッセイ
- 「ところにより、ぼっち。」（2019年3月12日より連載 全24回 HB ホーム社文芸図書WEBサイト）[335]
- 『ぼっち』宣言したら、楽になって仕事まで来た話（2019年10月25日 Dybeǃ掲載）[336]
- 「続　ところにより、ぼっち。」（2021年10月12日より連載 全24回 HB ホーム社文芸図書WEBサイト）[337]
- 「ペット可物件は家賃が割高」（2022年2月18日 100年に一度のグランド猫の日記念「ホーム社猫祭」第1部 HB ホーム社文芸図書WEBサイト）[338]
- 「続々　ところにより、ぼっち。」（2024年4月23日より連載 全24回予定 HB ホーム社文芸図書WEBサイト）[339]

#### コラム
- 「鉄塔が好き。なのだけれど」（2017年1月 別冊文芸春秋）[340]
- 「僕らの距離」（2017年5月 フリーペーパー「Life meets Books 」Vol.1 掲載）[341]
- 連載「鉄塔のこと 聞いてみた」第４回（2020年２月19日～28日 電気新聞 掲載）[342]
- 「ぼっち」時には武器になる（2021年4月27日 朝日新聞デジタル リレーおぴにおん ソロでいこう：２掲載）[343]

#### 脚本
- Pictone オンライン朗読劇「迷子の押ヶ谷リバータウン」脚本担当（2021年9月12日公演）[344]
- 演劇集団キャラメルボックス2004年入団組イベント「銀河鉄道2Q04〜帝国の逆襲〜」内コント「QUIZ」原案（鉄塔名義／2024年5月25・26日公演）[345]

#### その他
- 伊坂幸太郎『死神の精度』新装版（文藝春秋刊）の応援コメントを寄稿（2025年2月3日）[346]

#### 出演・メディア掲載
※2020年までに記載されている【】内はそれぞれの活動を指す。【暁天】…和太鼓演奏活動 /【作家】…執筆・作家活動
- 2015年
  - 3月29日【暁天】「バンドフェス」（墨田区 本所地域プラザBIG SHIP）[347]
  - 4月25日・26日【暁天】日本文化フェスティバル「HINODE2015」（モスクワ モスクヴィッチ文化センター）[348][349]
  - 6月21日【暁天】「日台食文化交流2015」（上野恩賜公園 噴水広場）[350][351]
  - 10月3日【作家】「天狼院文芸部×フィクション事業部　キックオフイベント！」(イベントスペース さくら原宿竹下口)[352][353]
  - 10月25日【暁天】「BIG SHIPまつり 2015」（墨田区 本所地域プラザBIG SHIP）[354]
  - 12月4日【作家】「各社が紹介！ミステリー・エンターテインメント２０１６年の隠し球はこれだ！」（ダ・ヴィンチ1月号 掲載）。[355][356]
- 2016年
  - 3月5日・6日【暁天】震災復興イベント「3.11を忘れない」（横浜公園）[357]
  - 4月23日・24日【暁天】日本文化フェスティバル 「HINODE2016」（モスクワ モスクヴィッチ文化センターほか）[358][359]
  - 5月28日・29日【暁天】「台湾フェスティバル™ 日台食文化交流2016」（錦糸公園 ふれあい広場）[360]
  - 8月7日【作家】『君と夏が、鉄塔の上』サイン会&ミニトークイベント（須原屋 武蔵浦和店）[361]
  - 8月14日【作家】著者動画インタビューサイト「本TUBE」より出演。『はるなつふゆと七福神』と『君と夏が、鉄塔の上』を紹介。[362]
  - 8月20日【暁天】「荻窪タウンセブン 納涼まつり盆踊り」（荻窪タウンセブン 屋上あおぞらパーク）[363][364]
  - 9月11日【暁天】「アースデイ2016～秋～ in 多摩中央公園」[365]
  - 10月15日【暁天】「アースデイ2016～秋～ in 南大沢」（南大沢中郷公園周辺）[29]
  - 10月16日【暁天】「第39回 練馬まつり」（練馬駅北口会場 つつじステージ）[29][366]
  - 10月29日【暁天】「天神天満ハロウィンストリート」（大阪市 天神橋筋商店街 星合の池）[29]
  - 10月30日【暁天】「第21回 ひめじ国際交流フェスティバル」（兵庫県姫路市 大手前公園）[29]
  - 11月12日【暁天】暁天国際都市新宿「踊りの祭典2016」（新宿文化センター 小ホール「民族音楽ステージ」）[29][367]
- 2017年
  - 1月9日【暁天】「安城産業文化公園デンパーク ウィンターフェスティバル」（愛知県安城市）[368]
  - 4月22日・23日【暁天】日本文化フェスティバル「HINODE POWER JAPAN 2017」（モスクワ 全ロシア経済博覧達成センター(VDNH) 75番パビリオン）[369]
  - 6月23日【暁天】「台湾フェスティバル™TOKYO2017」（上野恩賜公園 噴水広場）[370]
  - 8月20日【暁天】「荻窪タウンセブン 納涼まつり盆踊り」（荻窪タウンセブン 屋上あおぞらパーク）※和太鼓 曲演奏はなし [371]

- 2018年
  - 1月12日【作家】賽助 トーク会&サイン会（イオンレイクタウンkaze 1階 翼の広場）[372]
  - 3月30日〜4月7日【暁天】日露和太鼓交流として、ロシアのカザン、ウリヤノフスク、ディミトロフグラード 3都市交流ツアーへ参加。ワークショップ実施やコンサート、テレビに出演。[373]
  - 5月26日【作家】『君と夏が、鉄塔の上』文庫版 刊行記念サイン会&ミニトークショー（三省堂書店名古屋本店）[374]
  - 6月23日【暁天】「台湾フェスティバル™TOKYO2018」（上野恩賜公園 噴水広場）[375][376]
  - 8月3日【暁天】「六行会チルドレンズフェスティバル2018 IN品川」和太鼓パフォーマンス 暁天『LIVE〜みんなで作る音楽会〜』[377][378]
  - 8月22日【作家】『君と夏が、鉄塔の上』文庫版発売記念イベント【トークショー&サイン本お渡し会】（イオンレイクタウンkaze 1階 光の広場）[379]
  - 9月22日【暁天】『青少年が舞う“伝統郷土芸能祭”東京江戸川公演』（江戸川区総合文化センター 大ホール）[380]
- 2019年
  - 3月30日・31日【暁天】日本文化フェスティバル「HINODE POWER JAPAN 2019」[381]
  - 4月21日【暁天】賽助サイン会と暁天ふれあいタイム（オリンピック 武蔵浦和店）[382]
  - 6月23日【暁天】「台湾フェスティバル™TOKYO2019」（上野恩賜公園 噴水広場）[383][384]
  - 8月4日【暁天】「六行会チルドレンズフェスティバル2019 IN品川」和太鼓パフォーマンス 暁天『和太鼓LIVE〜暁天と心の音』[385]
  - 8月7日・30日【暁天】「花振袖の舞」の演目「花和楽」（浅草花劇場）[386]
- 2020年
  - 10月19日【作家】三人称雑談・特別回「賽助『今日もぼっちです。』刊行記念」（HB ホーム社文芸図書WEBサイト 掲載）[82]
  - 12月20日【作家】対談記事「賽助×渡辺優【並行宇宙を生きるふたりのぼっち 全5回】」（HB ホーム社文芸図書WEBサイト 掲載）[1]
- 2021年
  - 8月24日　「朗読劇【迷子の押ヶ谷リバータウン】脚本・賽助にスペシャルインタビュー」（Pictone公式サイト 掲載）[387]
  - 11月9日　対談記事「南壽あさ子と賽助、鉄塔の魅力をとことん語る」（音楽ナタリー 掲載）[388]
- 2022年
  - 12月22日　『今日もぼっちです。』LINEスタンプ発売開始[389]
- 2023年
  - 8月19日　『今日もぼっちです。２』発売記念 賽助さんサイン本お渡し会開催（紀伊國屋書店 グランフロント大阪店）[390]
- 2024年
  - 2月25日　『手持ちのカードで、（なんとか）生きてます。』大ヒット記念！お渡し会（紀伊國屋書店 グランフロント大阪店）[391]
  - 4月13日　『手持ちのカードで、（なんとか）生きてます。』大ヒット記念！書籍＆サイン入りカードお渡し会　in 仙台（丸善 仙台アエル店）[392]
  - 12月22日　【暁天】「SANNINSHOW HOUSE vol.1」のオープニングアクトとして、一夜限りの復活。[393]
  - 12月27日〜　インタビュー記事『「自分には何もない」大人気ゲーム実況者が「うまくいかない」時期を乗り越えた方法』（ダイヤモンド・オンライン 掲載 全10回）[394]

## サンチョスくん
三人称公式マスコットキャラクター。黄色い身体でギザ髪、短パンを穿いた、妖精とも怪物ともつかない謎の生命体。2020年6月19日に公式グッズとして初登場、2021年2月からの「10周年記念企画」ではメインキャラクターともなっている。 元々、三人称のイラスト・アートワークを手がけていた DROYD"HOFF MAN" が突然描いて提出してきたキャラクターであるが、三人称がこれを気に入った為に正式採用されることとなった。
ネーミングについては、ぺちゃんこが前述の製作者に確認したところなぜかドンピシャが「サンチョス」と答えたため、これに決定した経緯がある。